# The Red Hot Chili Peppers (album)
Red Hot Chili Peppers er det amerikanske alternative rock-band Red Hot Chili Peppers' debutalbum, som blev udgivet i august 1984. Det blev indspillet på EMI i Los Angeles. Hillel Slovak og Jack Irons var lige gået ud af bandet. Så Cliff Martinez og Jack Sherman var tiltrådt, som afløser indtil 1985. Anthony gjorde tit grin med Jack fordi Jack brugte fingersalve.[kilde mangler] Så gjorde det ikke ondt i fingrene, når han spillede.

## Spor
Alle sangene er skrevet af FMichael "Flea" Balzary, Anthony Kiedis, Cliff Martinez og Jack Sherman, medmindre andet står nævnt.
1. "True Men Don't Kill Coyotes" – 3:40
2. "Baby Appeal" (Flea, Jack Irons, Kiedis, Hillel Slovak) – 3:40
3. "Buckle Down" – 3:24
4. "Get Up and Jump" (Flea, Irons, Kiedis, Slovak) – 2:53
5. "Why Don't You Love Me" (Hank Williams) – 3:25
6. "Green Heaven" (Flea, Irons, Kiedis, Slovak) – 3:59
7. "Mommy Where's Daddy" – 3:31
8. "Out in L.A." (Flea, Irons, Kiedis, Slovak) – 2:00
9. "Police Helicopter" (Flea, Irons, Kiedis, Slovak) – 1:16
10. "You Always Sing the Same" (listed as "You Always Sing" on later releases) (Flea, Irons, Kiedis, Slovak) – 0:19
11. "Grand Pappy Du Plenty" (Flea, Andy Gill, Kiedis, Martinez, Sherman) – 4:14

### Bonusspor fra den kvalitetsforbedret version fra 2003
1. "Get Up and Jump" (demo) (Flea, Irons, Kiedis, Slovak) – 2:37
2. "Police Helicopter" (demo) (Flea, Irons, Kiedis, Slovak) – 1:12
3. "Out in L.A." (demo) (Flea, Irons, Kiedis, Slovak) – 1:56
4. "Green Heaven" (demo) (Flea, Irons, Kiedis, Slovak) – 3:50
5. "What It Is" (også kendt som "Nina's Song") (demo) (Flea, Kiedis) – 3:57